# For Girls Who Grow Plump in the Night
For Girls Who Grow Plump in the Night è un album dei Caravan, pubblicato dalla Deram Records nell'ottobre del 1973.

## Tracce
Brani composti da Pye Hastings, tranne dove indicato
Lato A
1. Memory Lain, Hugh – 5:00
2. Headloss – 4:19
3. Hoedown – 3:10
4. Surprise, Surprise – 3:45
5. C'thlu Thlu – 6:10

Lato B
1. The Dog, the Dog, He's at It Again – 5:53
2. Medley – 6:38
3. Medley – 9:46

- In alcune versioni il brano A1 è unito al brano A2 (tempo totale 9:19)

### Edizione CD del 2001
1. Memory Lain, Hugh/Headloss – 9:19 (Pye Hastings)
2. Hoedown – 3:10 (Pye Hastings)
3. Surprise, Surprise – 3:45 (Pye Hastings)
4. C'thlu Thlu – 6:10 (Pye Hastings)
5. The Dog, the Dog, He's at It Again – 5:53 (Pye Hastings)
6. Be Alright/Chance of a Lifetime – 6:38 (Pye Hastings)
7. L'Auberge du sanglier/A Hunting We Shall Go/Pengola/Backwards/A Hunting We Shall Go (Reprise) – 10:03 (John G. Perry, Mike Ratledge, Pye Hastings)

Tracce bonus
1. Memory Lain, Hugh/Headloss (US Mix) – 9:18 (Pye Hastings) – Bonus Track inedito su CD
2. No! (Be Alright)/Waffle (Chance of a Lifetime) – 5:10 (Pye Hastings) – Bonus Track inedito
3. He Who Smelt It Dealt It (Memory Lain, Hugh) – 4:43 (Pye Hastings) – Bonus Track inedito
4. Surprise, Surprise – 3:15 (Pye Hastings) – Bonus Track inedito
5. Derek's Long Thing – 11:00 (Richard Coughlan, Pye Hastings) – Bonus Track inedito

## Musicisti
- Pye Hastings - voce, chitarra
- Dave Sinclair - pianoforte, pianoforte elettrico, organo, sintetizzatore davoli
- Geoffrey Richardson - viola, violino
- John Perry - basso, percussioni, voce
- Richard Coughlan - batteria, percussioni, timpano

Musicisti aggiunti
- Jimmy Hastings - conduttore musicale strumenti a fiato, arrangiamenti strumenti a fiato (brano: A1)
- Harry Klein - sassofono baritono, clarinetto (brano: A1)
- Tommy Whittle - clarinetto, sassofono tenore (brano: A1)
- Tony Coe - clarinetto, sassofono tenore (brano: A1)
- Barry Robinson - flauto, flauto piccolo (brano: A1)
- Pete King - flauto, sassofono alto (brano: A1)
- Rupert Hine - sintetizzatore arp (brani: A1, A2 e B2a)
- Rupert Hine - congas (brano: B2b)
- Henry Lowther - tromba (brano: A1)
- Chris Pyne - trombone (brano: A1)
- Frank Ricotti - congas (brani: A1, A2, A3 e A5)
- Jill Pryor - voce (larynx) (brano: A5)
- Paul Buckmaster - violoncello elettrico (brano: B2a)
- John Bell - arrangiamenti orchestra (brani: B3d e B3e)
- Martyn Ford - arrangiamenti e conduttore orchestra (brani: B3d e B3e)[2]